# 前92年
| 千纪： | 前1千纪 |
| 世纪： | 前2世纪 \| 前1世纪 \| 1世纪                                                                                |
| 年代： | 前120年代 \| 前110年代 \| 前100年代 \| 前90年代 \| 前80年代 \| 前70年代 \| 前60年代                        |
| 年份： | 前97年 \| 前96年 \| 前95年 \| 前94年 \| 前93年 \| 前92年 \| 前91年 \| 前90年 \| 前89年 \| 前88年 \| 前87年 |
| 纪年： | 西汉征和元年                                                                                               |

## 大事记
- 汉朝一男子帶劍入皇宮龍華門，没有被擒获，汉武帝派人大搜上林苑，閉長安城門十一日。

## 出生
- 刘贺，昌邑王，汉武帝之孙

## 逝世
- 安條克十一世，塞琉古王國國王
- 诸邑公主，汉武帝之女
- 阳石公主，汉武帝之女
- 刘彭祖，赵王，汉景帝之子
- 公孫賀，汉朝丞相